# パルマ・イル・ジョーヴァネ
パルマ・イル・ジョーヴァネ（Palma il Giovane）として知られる、ジャコモ・ネグレッティ（Giacomo Negretti)またはヤコポ・ネグレッティ(Jacopo Negretti 、1549年9月15日 - 1628年10月14日）はイタリアの画家である。大叔父の画家、パルマ・イル・ヴェッキオ (1480-1528)と区別するためにパルマ・イル・ジョーヴァネ（若いパルマ）と呼ばれる。

## 略歴
ヴェネツィアの画家の家に生まれた。父親のアントニオ・ネグレッティはパルマ・イル・ヴェッキオの甥で、母親はパルマ・イル・ヴェッキオの弟子で後継者となったボニファーツィオ・ヴェロネーゼの妹である。幼い頃からヴェロネーゼの工房で画家として修行した。
1564年にウルビーノ公、グイドバルド2世・デッラ・ローヴェレがヴェネツィアを訪れ、ジャコポの才能に感銘を受けて、庇護者となって1567年からローマに留学させた。ローマには4年間滞在した。
ラファエロ・サンティやティントレットの作品を学び、「ヴェネツィア派」の画家、ティツィアーノ・ヴェチェッリオ(1490-1576)の作品を模写して修行した。1576年に亡くなったティツィアーノが未完で残したアカデミア美術館収蔵の『ピエタ』はパルマ・イル・ジョーヴァネが完成させた。

## 作品
- 「シセラを殺すヤエル」
- 「聖母子と聖者たち」(1605)
- サン・ザッカリーア教会の装飾画
- (1584)